# Teynham Street
Teynham Street est un hameau situé dans le district de Swale, dans le comté du Kent. Il est près du village de Teynham.